# Baby Turns Blue
Baby Turns Blue è un singolo del gruppo post-punk irlandese Virgin Prunes, pubblicato nell'ottobre del 1982 come unico estratto dall'album ...If I Die, I Die.
La versione remixata del 12" venne reintitolata The Faculties of a Broken Heart.

## Tracce
Testi e musiche dei Virgin Prunes.

### 7"
Lato A
1. Baby Turns Blue - 3:43

Lato B
1. Yeo - 2:17

### 12"
Lato A
1. The Faculties of a Broken Heart (What Should We Do If Baby Turns Blue)

Lato B
1. Chance of a Lifetime
2. Yeo

### File MP3 (2004)
1. Baby Turns Blue (Director's Cut)°

° Remixata da Colin Newman.

## Formazione
- Gavin Friday - voce
- Guggi - voce
- Dik Evans - chitarra
- Strongman - basso
- Mary D'Nellon - batteria

### Produzione
- Colin Newman - produzione (lato A)
- The Yeomen - produzione (Yeo)
- Patrick B. Brocklebank III - produzione (Chance of a Lifetime)
- Steve Parker - ingegneria del suono (lato A)
- Kevin Moloney - ingegneria del suono (lato B)

## Classifica
| Classifica (1982)   | Posizione massima |
| ------------------- | ----------------- |
| Regno Unito (indie) | 15                |